# Urophora maura
Urophora maura
 es una especie de insecto del género Urophora de la familia Tephritidae del orden Diptera. 
Georg von Frauenfeld lo describió científicamente por primera vez en el año 1857.